# 1998 (szám)
Az 1998 (római számmal: MCMXCVIII) az 1997 és 1999 között található természetes szám.

## A matematikában
A tízes számrendszerbeli 1998-as a kettes számrendszerben 11111001110, a nyolcas számrendszerben 3716, a tizenhatos számrendszerben 7CE alakban írható fel.
Az 1998 páros szám, összetett szám. Kanonikus alakja 21 · 33 · 371, normálalakban az 1,998 · 103 szorzattal írható fel. Tizenhat osztója van a természetes számok halmazán, ezek növekvő sorrendben: 1, 2, 3, 6, 9, 18, 27, 37, 54, 74, 111, 222, 333, 666, 999 és 1998.
Praktikus szám.
Két szám valódiosztóösszeg-függvényeként áll elő, a kisebbik 1986.